# Möhüc
Möhüc è un comune dell'Azerbaigian situato nel distretto di Quba. Conta una popolazione di 1 215 abitanti.